# Sassano
Sassano é uma comuna italiana da região da Campania, província de Salerno, com cerca de 5.191 habitantes. Estende-se por uma área de 47 km², tendo uma densidade populacional de 110 hab/km². Faz fronteira com Buonabitacolo, Monte San Giacomo, Padula, Sala Consilina, Sanza, Teggiano.

## Demografia
| Variação demográfica do município entre 1861 e 2011                               |
|                                                                                   |
| Fonte: Istituto Nazionale di Statistica (ISTAT) - Elaboração gráfica da Wikipedia |